# تل شمشاره
تَلِّ شَمشاره (انگلیسی: Tell Shemshara) (در متون کهن: شوشاره) یک محوطه باستانی در امتداد زاب کوچک در استان سلیمانیه، در منطقهٔ خودگردان اقلیم کردستان در عراق است. این محوطه تا چندی پیش در زیر آب‌های دریاچه دوکان قرار داشت.
این محل با آنکه به‌صورت پیوسته مسکونی نبوده، از دوران فرهنگ حسونه (اوایل هزاره ششم پیش از میلاد) تا سدهٔ چهاردهم میلادی مورد استفاده قرار داشته است. یک بایگانی کوچک که از لایه‌های مربوط به عصر برنز (اوایل هزاره دوم پیش از میلاد) به‌دست آمد، نشان می‌دهد که این محل دست‌کم در آن دوره، شوشاره نام داشته و پایتخت یک واحد سیاسی نیمه‌مستقل توروک‌که‌ای به نام māt Utêm یا «سرزمین دربان» بوده است که توسط فردی به نام کوواری به‌عنوان والی تحت فرمان یک حکومت بزرگ‌تر هوری اداره می‌شده است.

## باستان‌شناسی
محوطهٔ تل شمشماره از چهار تپهٔ طبیعی مجاور تشکیل شده است:
- تپه اصلی (SH 1)، که در دههٔ ۱۹۵۰ توسط هیئت‌های دانمارکی و عراقی کاوش شد
- تپه اردوگاه (SH 2)، بیضی‌شکل و در شمال‌غرب تپه اصلی، در این تپه بقایای دوره میتانی و یک گورستان کوچک اسلامی کشف شد
- تپه شمالی A (SH 3)، در شمال تپه اصلی، در دامنهٔ جنوبی آن گورستانی اسلامی یافت شد
- تپه شمالی B (SH 4)، در شمال تپه شمالی A، شامل گورهایی از هزاره اول پیش از میلاد که به‌شدت غارت شده‌اند

این محوطه نخستین‌بار در سال ۱۹۵۵ در جریان یک بررسی میدانی باستان‌شناسی در دشت رانیه که قرار بود با ساخت مخزن سد دوکان زیر آب برود، ثبت شد. در سال ۱۹۵۷، یک هیئت دانمارکی از باستان‌شناسان به‌منظور اجرای پروژه باستان‌شناسی نجات در آستانهٔ آبگیری دریاچه دوکان، کاوش‌هایی را آغاز کرد. این کاوش‌ها به سرپرستی پروفسور هارولد اینگولت، که پیش‌تر محوطهٔ ارگ حماة را نیز کاوش کرده بود، و یورگن لَسوء انجام شد. این پروژه از سوی بنیاد کارلزبرگ و بنیاد دولتی دانمارک برای ترویج پژوهش تأمین مالی شد. در این کاوش‌ها حدود ۱۴۶ لوح میخی، عمدتاً نامه، و بیشتر در یک مکان به‌دست آمد که احتمال می‌رود در کوزه‌ای در لایهٔ V نگهداری می‌شده‌اند. در سال‌های ۱۹۵۸ و ۱۹۵۹، کاوش‌ها توسط اداره کل آثار باستانی و میراث فرهنگی عراق (SBAH) و به سرپرستی عبدالقادر التکریتی ادامه یافت. نتایج این کاوش‌ها هرگز منتشر نشد، اما حدود ۱۰۳ لوح میخی دیگر (۴۵ عدد سالم و بقیه آسیب‌دیده) در اتاق‌هایی در نزدیکی محل یافته‌های قبلی و در خاک سستی بالای لایهٔ V یافت شد. این الواح همگی متونی اداری‌اند. کاوش‌ها نشان دادند که این محل دست‌کم از دورهٔ حسونه مسکونی بوده و واپسین مرحلهٔ استقرار آن به سده‌های دوازدهم تا چهاردهم میلادی می‌رسد. آثار یافت‌شده در کاوش‌های دانمارکی میان موزه ملی عراق و موزه ملی دانمارک تقسیم شد. تاکنون، مواد پیشاتاریخی مربوط به لایه‌های حسونه و بخش عمده‌ای از بایگانی هزاره دوم پیش از میلاد منتشر شده‌اند.
از سال ۲۰۱۲، تیم‌هایی از مؤسسه هلندی خاور نزدیک و پروژهٔ باستان‌شناسی زاگرس مرکزی (CZAP) کاوش‌های تازه‌ای در چارچوب پروژه‌ای گسترده‌تر در دشت رانیه آغاز کردند. یافته‌ها شامل قالب‌های سفالی برای اشیای فلزی و دو لوح میخی بود. این لوح‌ها که ماهیتی اداری داشتند، در لایه‌های VIIIa و VIIIb کشف شدند که آن‌ها را به دوره‌ای پیش از بایگانی پیش‌تر کاوش‌شده مربوط می‌کند. در سال‌های ۲۰۱۶–۲۰۱۷ به‌علت بالا بودن سطح آب امکان ادامهٔ کاوش وجود نداشت، اما در اکتبر ۲۰۱۸ با پایین رفتن سطح آب، فصل کوتاهی از کار میدانی انجام شد. هم‌زمان، دانشگاه ریدینگ نیز بر دوره‌های پیشاتاریخی در این محل تمرکز کرده است.

## محوطه و محیط اطراف
تل شمشماره در کنار رود زاب کوچک، از شاخه‌های دجله، قرار دارد. جایگاه راهبردی آن در گوشهٔ شمال‌شرقی دشت رانیه در زاگرس، به آن امکان نظارت بر مسیرهای عبور به همه سو، به‌ویژه به سوی شمال و شرق، را می‌داده است. شمشماره یک تل یا تپهٔ استقراری است که می‌توان آن را به دو بخش تقسیم کرد: تپهٔ اصلی بلند و تپهٔ کشیدهٔ پایین‌دست در جنوب. تپهٔ اصلی در پایه حدود ۷۵ متر و در قله حدود ۲۵ متر پهنا دارد، در حالی که شهر پایین‌دست ۲۶۵ متر (۸۶۹ فوت) طول و ۱۳ متر (۴۳ فوت) ارتفاع دارد. امروزه شمشماره بخشی از حجم خود را به‌دلیل فرسایش از دست داده و در سطح بالای آب به صورت جزیره‌ای درمی‌آید.

## تاریخ استقرار
کاوش‌های تپهٔ اصلی ۱۶ لایهٔ استقراری را آشکار کردند که از دورهٔ حسونه (اوایل هزاره ششم پیش از میلاد) تا سدهٔ چهاردهم میلادی را دربرمی‌گیرند. یک نمونهٔ کربن‌نگاری از ژرفای سه‌متری زیر لایهٔ ۱۶، تاریخ ۷۳۲۲–۷۱۸۰ پیش از میلاد (بر پایه IntCal13) را نشان می‌دهد.

### دوره حسونه
لایه‌های ۱۶ تا ۹ در دامنهٔ شمال‌شرقی تپهٔ اصلی به دورهٔ حسونه مربوط می‌شوند. این استقرار شامل ردیف‌هایی از سنگ‌هاست که به‌عنوان پی برای دیوارهای خشتی تعبیر شده‌اند، به همراه یک کف سنگ‌ریزه‌ای و یک حوضچهٔ گلی در واپسین لایهٔ استقرار. سفال‌هایی که به‌وفور تنها در لایه‌های ۱۳ تا ۹ به‌دست آمده‌اند، از نظر سبک‌شناسی به سفال‌های حسونه و تل صوان شباهت دارند. در میان ابزار سنگی‌ها، ابسیدین مادهٔ غالب بوده و سنگ آتش‌زنه تنها ۱۵ درصد کل مجموعه را تشکیل می‌دهد. در حالی که چخماق به‌صورت محلی به‌دست آمده، ابسیدین از دو منبع در شرق ترکیه آورده شده است – یکی نامشخص و دیگری از کوه نمرود که بیش از ۳۰۰ کیلومتر (۱۹۰ مایل) از شمشماره فاصله دارد. یکی از آثار منحصربه‌فرد این مجموعه، خنجری به طول بیش از ۳۵٫۵ سانتیمتر (۱۴٫۰ اینچ) است که بر اثر آتش‌سوزی به چهار تکه شکسته است. دیگر اشیای یافت‌شده در این محل شامل کاسه‌های سنگی، دست‌بندها، دست‌آس‌ها و اشیای کوچکی از استخوان بوده‌اند.

### دورهٔ اوروک و جمدت نصر
در حالی که تپهٔ اصلی پس از دورهٔ حسونه رها شده به‌نظر می‌رسد، در شهر پایین‌دست مقدار اندکی از مواد باستان‌شناسی مربوط به دوره اوروک (هزاره چهارم پیش از میلاد) و دوره جمدت نصر (اوایل هزاره سوم پیش از میلاد) یافت شده است.

### عصر برنز میانی
هر دو بخش تپهٔ اصلی و بخش پایین‌دست در دورهٔ عصر برنز میانی (اوایل هزاره دوم پیش از میلاد) دوباره مسکونی شدند. لایه‌های ۸ تا ۴ در تپهٔ اصلی به این دوره تعلق دارند که عمدتاً ماهیتی هوری دارند. در تپهٔ اصلی، شماری گور حاوی سلاح‌های مفرغی و یک سکوی خشت خام کشف شد. در شهر پایین‌دست، بخشی کوچک از یک کاخ کاوش شد و در سه اتاق آن، بایگانی کوچکی از لوح‌های رسی به‌دست آمد. این کاخ در آتش سوخت و با بررسی بایگانی آن، پیشنهاد شده که این رویداد در سال سی‌ام از پادشاهی شمشی-ادد یکم از اکالاتوم در یک‌چهارم آغازین سده هجدهم پیش از میلاد رخ داده است.
این بایگانی شامل ۱۴۶ لوح گِلی یا قطعاتی از آن‌ها بود که در دو گروه در لایهٔ پنجم یافت شدند. بخش کوچکی از آن‌ها به امور اداری شهر مربوط بود، اما بخش اعظم آن شامل نامه‌هایی بود که به شخصی به نام «کوواری» نوشته شده بودند. برخی قطعات نیز بخشی از پوشش گِلی لوح‌هایی بودند که این نامه‌ها در آن‌ها فرستاده می‌شدند. این متون به زبان اکدی نوشته شده‌اند. این متون نشان می‌دهند که در این دوره، این مکان با نام «شوشاره» (که در متون به‌دست‌آمده از ماری نیز آمده) شناخته می‌شد و پایتخت یک واحد سیاسی به نام māt Utêm یا «سرزمین دربان» بوده که تحت فرمان مردی به نام کوواری اداره می‌شده است. به‌لحاظ زمانی، این بایگانی را می‌توان به دو دوره تقسیم کرد: یکی دوره‌ای که شمشماره پایتخت پادشاهی نیمه‌مستقلی بوده، و دیگری زمانی که کوواری تصمیم گرفته تابع شمشی-ادد شود (که پس از آن، شمشی-ادد یک پادگان در شمشماره مستقر کرد). در آن زمان، شمشی-ادد پیش‌تر ماری و تل لیلان را فتح کرده بود و در حال لشکرکشی به زاگرس بود. این دو دوره در مجموع بیش از سه سال به طول نینجامیدند. نامه‌های بایگانی شمشماره نشان می‌دهند که در این دوره، کوواری با توروک‌که‌هایی روبرو بود که از شرق و به‌دنبال جنگ با گوتیان (به رهبری «اندوسه») به این منطقه پناه آورده بودند؛ رویدادهایی که در بایگانی‌های بسیار گسترده‌تر کشف‌شده در شهر ماری در کنار فرات در سوریه نیز ذکر شده‌اند.

### دوره اسلامی
لایه‌های ۱ تا ۳ متعلق به دوره اسلامی‌اند.

## شَشْروم
به‌طور کلی، گمان می‌رود که تل شمشماره با شهر شَشْروم در هزاره سوم پیش از میلاد یکسان باشد. با این حال، این شناسایی مورد تردید قرار گرفته است. این شهر نخستین‌بار در دورهٔ شولگی، دومین پادشاه از دودمان سوم اور، ذکر شده است. نام سال ۴۲ او چنین بود: «سال: شاه ششْروم را ویران کرد» (mu lugal-e ša-aš-ru-umki mu-hul) که به کارزار او در منطقهٔ رود زاب سفلی علیه شهرهایی چون اربیل اشاره دارد. در نام سال ششم پادشاهی امرسین (سومین شاه اور III)، آمده است: «امرسین، شاه، ششْروم را برای دومین بار و شُرودوم را ویران کرد» (mu damar-dsuen lugal-e ša-aš-ru-umki a-ra2 2(diš)-kam u3 šu-ru-ud-hu-umki mu-hul). یک متن حسابداری از همان دوره گزارش می‌دهد: «۱ مینا حلقه نقره به‌عنوان هدیه برای لوگال-اندول که خبر خوش نابودی ششْروم را آورد». در متنی از همان سال آمده است: «بخشی از غنیمت‌های ششْروم و شُرودوم».